# نظرية إستقبال
نظرية الإستقبال أو التلقي هي صورة من نظرية استجابة القارئ الأدبية والتي تؤكد على استقبال كل قارئ أو تفسيره في صنع المعنى من النص الأدبي. ويُشار إلى نظرية الاستقبال عمومًا باسم استقبال الجمهور في تحليل نماذج الاتصالات. وقد نشأت نظرية التلقي في الدراسات الأدبية، في أعمال هانز روبرت جاوس في أواخر الستينيات، ثم توالى إنتاج العمل الأكثر تأثيرًا خلال السبعينيات وأوائل الثمانينيات في ألمانيا والولايات المتحدة (فورتير 132)، مع إضافة بعض الأعمال البارزة التي تم إنجازها في بلدان أخرى، مثل دول أوروبا الغربية. كما تم تطبيق شكل من أشكال نظرية الاستقبال على دراسة التأريخ.
كان المنظّر الثقافي ستيوارت هول أحد المؤيدين الرئيسيين لنظرية الاستقبال، التي تم تطويرها لأول مرة في مقالته عام 1973 بعنوان "التشفير وفك التشفير في الخطاب التلفزيوني". ويعتبر منهجه، المسمى نموذج التشفير/فك التشفير للاتصال، هو شكل من أشكال تحليل النص الذي يركز على نطاق "التفاوض" و"المعارضة" من قبل الجمهور. وهذا يعني أن "النص" - سواء كان كتابًا أو فيلمًا أو أي عمل إبداعي آخر - لا يتم قبوله بشكل سلبي من قبل الجمهور فحسب، بل يفسر القارئ/المشاهد معاني النص بناءً على خلفيته الثقافية الفردية وخلفيته الثقافية. ومن تجارب الحياة، فإن معنى النص ليس متأصلًا في النص نفسه، ولكنه ينشأ في العلاقة بين النص والقارئ.
ثم عمل هول أيضاً على تطوير نظرية التشفير وفك التشفير، نظرية هول، والتي تركز على عمليات الاتصال التي تلعبها النصوص الموجودة في شكل تلفزيوني.
ومنذ ذلك الحين، امتدت نظرية الاستقبال لتشمل مشاهدي الأحداث الأدائية، مع التركيز في الغالب على المسرح. وغالبًا ما يُنسب الفضل إلى سوزان بينيت في بدء هذا الخطاب. كما وتم تطبيق نظرية الاستقبال أيضًا على تاريخ وتحليل المناظر الطبيعية، من خلال عمل مؤرخ المناظر الطبيعية جون ديكسون هانت، الذي أدرك أن بقاء الحدائق والمناظر الطبيعية يرتبط إلى حد كبير باستقبال الجمهور لها.

## عام
يحدث القبول الأساسي لمعنى نص معين عندما يكون لدى مجموعة من القراء خلفية ثقافية مشتركة ويفسرون النص بطرق مماثلة. ومن المحتمل أنه كلما قل التراث المشترك بين القارئ والفنان، قلّت قدرته على التعرف على المعنى المقصود للفنان، ويترتب على ذلك أنه إذا كان لدى قارئين تجارب ثقافية وشخصية مختلفة إلى حد كبير، فإن قراءتهما للنص ستكون أقل، وسوف تختلف بشكل كبير. وقد صاغ أمبرتو إيكو مصطلح فك التشفير الشاذ لوصف الحالة التي يختلف فيها تفسير القارئ عما قصده الفنان.

## هندسة المناظر الطبيعية
يحدث التفاعل بين النص والقارئ ضمن إطار يتحكم ويحد من التفاعل، ويتكون هذا الإطار من خلال النوع والنغمة والبنية والظروف الاجتماعية للقارئ والمؤلف، بينما في المناظر الطبيعية يحدث التفاعل من خلال الحركة والمشاهدة، ضمن إطار التصنيف الطبيعي بدلاً من النوع والنغمة. وبدلاً من "القارئ الضمني"، تفترض نظرية استقبال المناظر الطبيعية وجود "زائر ضمني"، وهو عبارة عن سلسلة مجردة من استجابات العديد من الزوار في أوقات مختلفة.
وتعترف النظرية بأنه لا توجد قراءة واحدة للمناظر الطبيعية تحقق كامل إمكاناتها، ولكن من المهم فحص دوافع الزوار والعوامل المؤثرة على زياراتهم، سواء قرأوا كتيبات إرشادية عن المكان قبل الزيارة، أو كانت لديهم مشاعر قوية عن المكان أو المصمم مثلاً.
واحد من الاختلافات الرئيسية بين نظرية التلقي في الأدب ونظرية التلقي في هندسة المناظر الطبيعية هو أنه لا يمكن الوصول ألى الأعمال الأدبية إلا عن طريق الخيال، لكن يمكن الوصول إلى المناظر الطبيعية المادية عن طريق الحواس وكذلك عن طريق الخيال.
يختلف استقبال التحليل المعماري النظري حول الكتابة النموذجية عن تاريخ وتحليل المناظر الطبيعية، والتي تميل إلى التركيز على نوايا المصممين، والظروف المؤدية إلى إنشاء التصميم، وعملية البناء. كما وتميل نظرية الاستقبال أيضًا إلى عدم التركيز على مصطلحات الوصف شائعة الاستخدام مثل "الرسمي" و"الخلابي"، إلا إذا كان من المعروف أن هذه المصطلحات لها معنى لزوار المناظر الطبيعية أنفسهم.

## تاريخ الاستقبال
وفقًا لهارولد ماركوز، فإن تاريخ التلقي/الإستقبال هو "تاريخ المعاني المنسوبة إلى الأحداث التاريخية. وهو يتتبع الطرق المختلفة التي حاول بها المشاركون والمراقبون والمؤرخون وغيرهم من المفسرين فهم الأحداث بأثر رجعي كما تتكشف ومع مرور الوقت، لجعل تلك الأحداث ذات معنى للحاضر الذي عاشوا ويعيشون فيه."

### تاريخ الاستقبال والكتاب المقدس
تم استكشاف تاريخ الاستقبال في واحد من مجالات المعرفة بعمق وهو تاريخ استقبال الكتاب المقدس. ففي سياق الكتاب المقدس، يشتمل تاريخ الاستقبال على تفسيرات متعددة للنص الكتابي منذ وقت كتابته وحتى الآن. ويهدف إلى إظهار كيف تطورت تفسيرات الكتاب المقدس على مر القرون. ويُعرف المجال الذي سبق تاريخ قبول الكتاب المقدس بإسم "تاريخ التفسير" أو "تاريخ التأويل". والفرق الأكبر بين تاريخ الاستقبال والنهج السابق هو أن تاريخ الاستقبال لا يقيد تفسيراته. ويتضمن تفسيرات هامشية وحتى غير تقليدية. ولا يقيد تاريخ الاستقبال التفسيرات بواسطة الوسيط أيضًا؛ ويشمل استخدام الفن والموسيقى والشعر والطقوس الدينية. لكن في المقابل، يهتم تاريخ التفسير بكيفية تفسير علماء الكتاب المقدس للنص في تعليقاتهم ودراساتهم فقط.
يتناول هانز جورج جادامير استقبال الكتاب المقدس في إطاره التفسيري. فقد كان جادامير مهتمًا بإظهار كيفية وضع جميع الأفعال التفسيرية في سياقها. لكن في الوقت نفسه، حافظ على سلامة المعرفة التجريبية. وقد رأى جادامير أن من الأفضل فهم التفسير السياقي للكتاب المقدس والمعرفة التجريبية حول تطوره من خلال بناء علاقة حوارية مع بعضهما البعض. وبهذا المعنى، يبني نهجاً تاريخياً لتفسير الكتاب المقدس. مع التأكيد على أن السياقات الفردية للمترجمين الفوريين في التواصل مع النص الأصلي هي الأساس لتاريخ استقبال الكتاب المقدس.
يحيط بتاريخ استقبال الكتاب المقدس قضية رئيسية هي تحديد متى بدأ. وتتم معالجة هذه المشكلة أحيانًا من خلال تحديد التحول عن النص الأصلي واستقباله. ومع ذلك، يصبح التمييز بين النص الأصلي أمراً صعبًا بسبب الأشكال المختلفة للنصوص الكتابية السابقة التي جرى استخدامها. وبسبب المصادر والتقاليد والطبعات المختلفة للنصوص الكتابية الأولى، يصعب معرفة ما كان يعتبر أصليًا وتم تفسيره. كما يرتبط سياق المواد المصيرية بقضية استقبال الكتاب المقدس. وإذا أراد المرء أن يحاول قراءة النص الأصلي، فيجب عليه أن يفعل ذلك في سياقه التاريخي خشية أن يصبح منفصلاً ويفقد معناه. إذ لا تسمح السياقات المختلفة المرتبطة بكل نص من النصوص المساهمة بوجود سياق واحد لقراءة النص بشكل صحيح. وهذا يشوش مرة أخرى الفرق بين النص الأصلي وتاريخ استقبال الكتاب المقدس.

## أنظر أيضا
- دراسات الاستقبال الكلاسيكية
- افق التوقع
- الديمقراطية السيميائية
- ما بعد النقد
- تأثير واستقبال فريدريك نيتشه
- تأثير واستقبال سورين كيركجارد
- تاريخ استقبال جين أوستن
- استقبال جي آر آر تولكين
- سمعة شكسبير

## روابط خارجية
- المشاركات – المجلة الدولية لدراسات الجمهور والاستقبال
- تاريخ الاستقبال: صفحة التعريف والاقتباسات ، بقلم هارولد ماركوز، جامعة كاليفورنيا، سانتا باربرا